# Rasm al-Abd (Hama)
Rasm al-Abd (arab. رسم العبد) – wieś w Syrii, w muhafazie Hama. W 2004 roku liczyła 404 mieszkańców.